# Militair erehof Den Haag Kerkhoflaan
Het Militair erehof Den Haag Kerkhoflaan is de laatste rustplaats van Nederlandse militairen die sneuvelden tijdens de Slag om Den Haag op 10 mei 1940.

## Geschiedenis
In de weken na 10 mei 1940 werden op op de Algemene Begraafplaats Kerkhoflaan circa 160 militairen ter aarde besteld. De militairen sneuvelden deels tijdens de gevechten op en om de vliegvelden Ockenburg, Ypenburg en Valkenburg. Daarnaast was een groot aantal het slachtoffer van de bombardementen op de Nieuwe Alexanderkazerne en Legerkamp Waalsdorp. 
Bij elk graf op het militaire erehof was een houten kruis geplaatst met daarop de personalia van de gevallen militair. Op het militaire erehof werd in 1942 een monument geplaatst, met daarop de namen van alle militairen waarvan men veronderstelde dat die op deze begraafplaats waren begraven. Vijf van de genoemde militairen vonden elders op dezelfde begraafplaats hun laatste rustplaats. Ten tijde van de plaatsing van het monument werden ook alle grafkruizen verwijderd. Later werden op het monument nog de namen toegevoegd van een militair die kort na de Slag om Den Haag zelfmoord had gepleegd en twee militairen die in oktober van dat jaar sneuvelden tijdens het ontmantelen van bommen. In de jaren zestig werd een militair op het erehof herbegraven, nadat hij aanvankelijk was bijgezet in een familiegraf in Loosduinen.
Het monument is vervaardigd door beeldhouwer Dirk Bus en werd uitgevoerd in Franse kalksteen. Het monument zal in stilte zijn geplaatst, in de maanden tussen 22 juli 1942 en 25 september 1942, toen kranten respectievelijk melding maakten van de komst en de voltooide plaatsing van het monument, zonder daarbij een precieze datum te vermelden. Tot 1952 werd er jaarlijks bij het monument een officiële herdenking georganiseerd. De officiële herdenkingen stopten, toen in oktober van dat jaar het Monument Grenadiers en Jagers werd onthuld op de Hofweg. Herdenkingen die daarna plaatsvonden waren bescheiden van karakter en omvang. Sinds 2009 worden er op het militaire erehof weer jaarlijkse plechtigheden georganiseerd op 10 mei, de dag waarop de Slag om Den Haag plaatsvond.

## Galerij

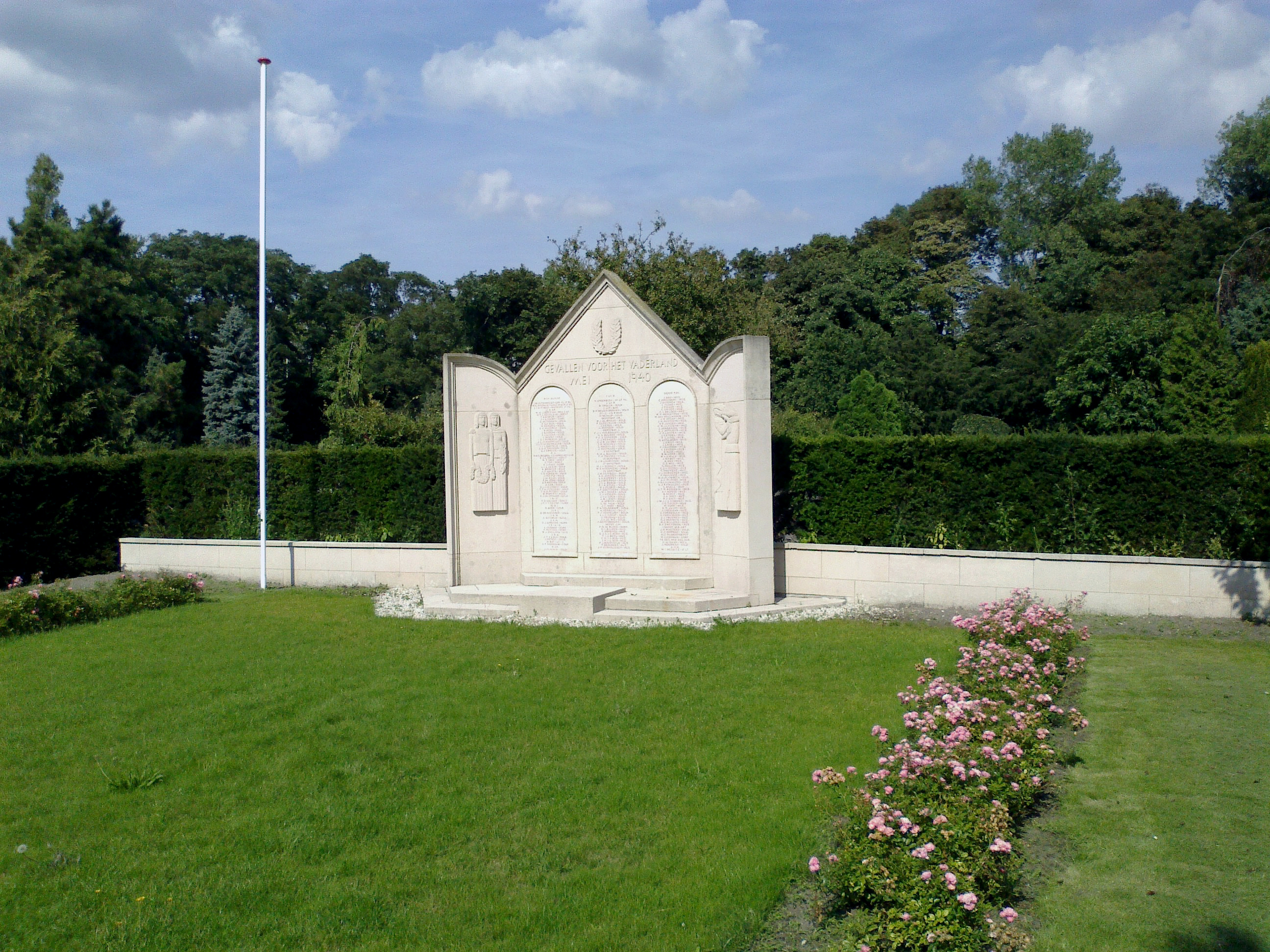
Overzichtsfoto militaire ereveld en monument. Onder het grasveld liggen nog steeds de graven van gesneuvelde militairen
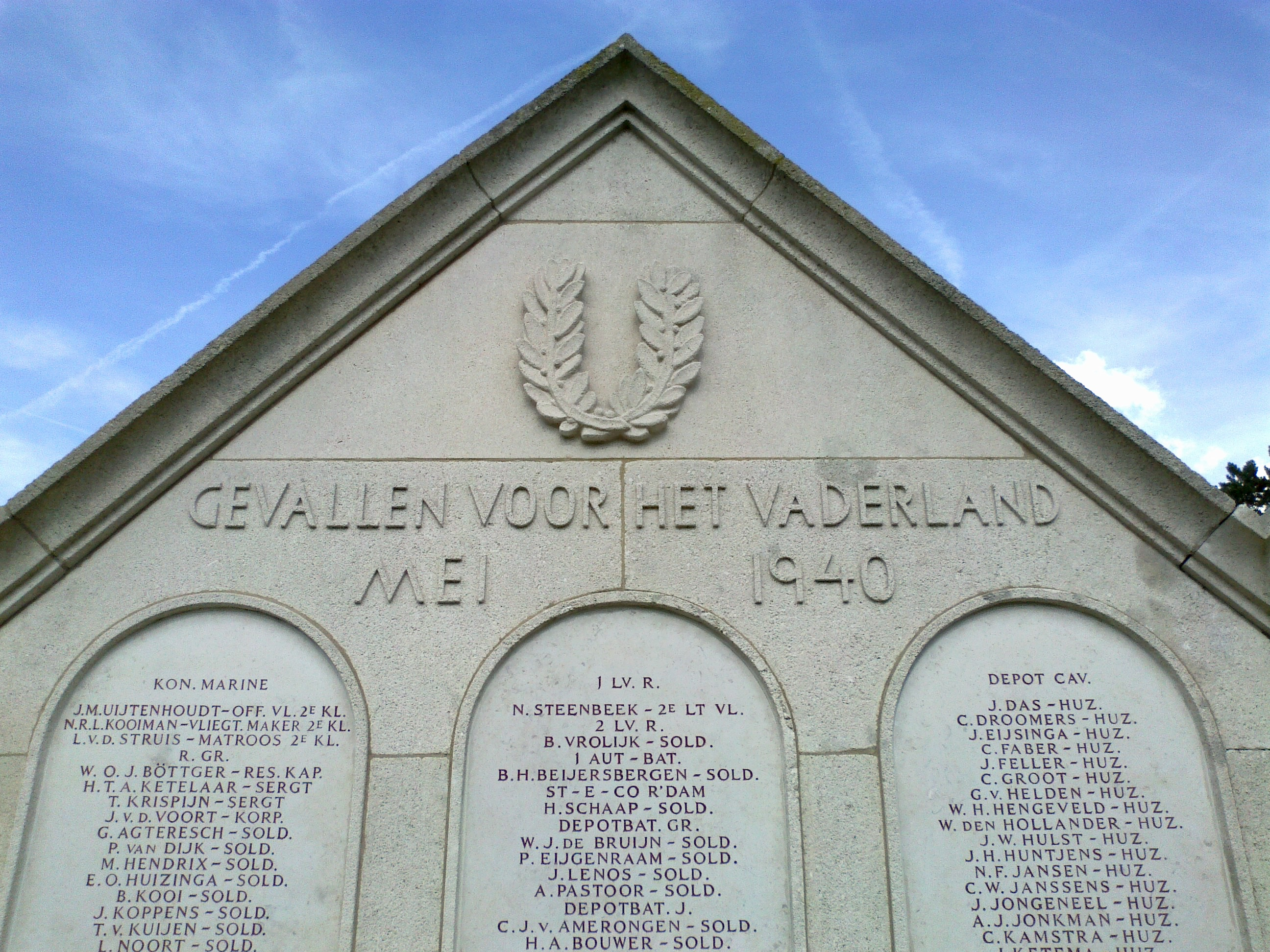
Boven de namenlijsten staat de tekst: GEVALLEN VOOR HET VADERLAND MEI 1940 (detailopname van het monument)
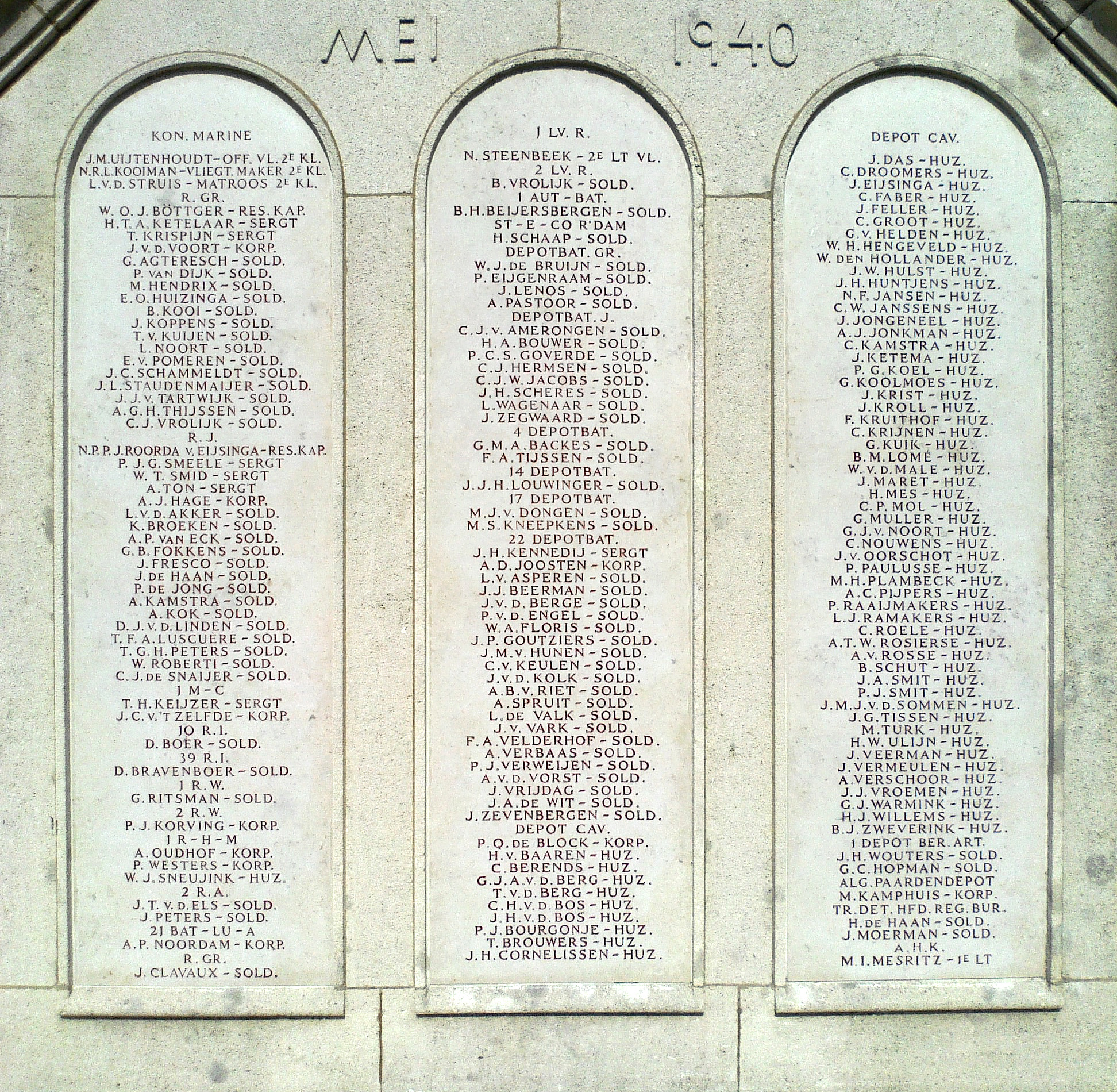
Namen van de gesneuvelde militairen (detailopname van het monument)

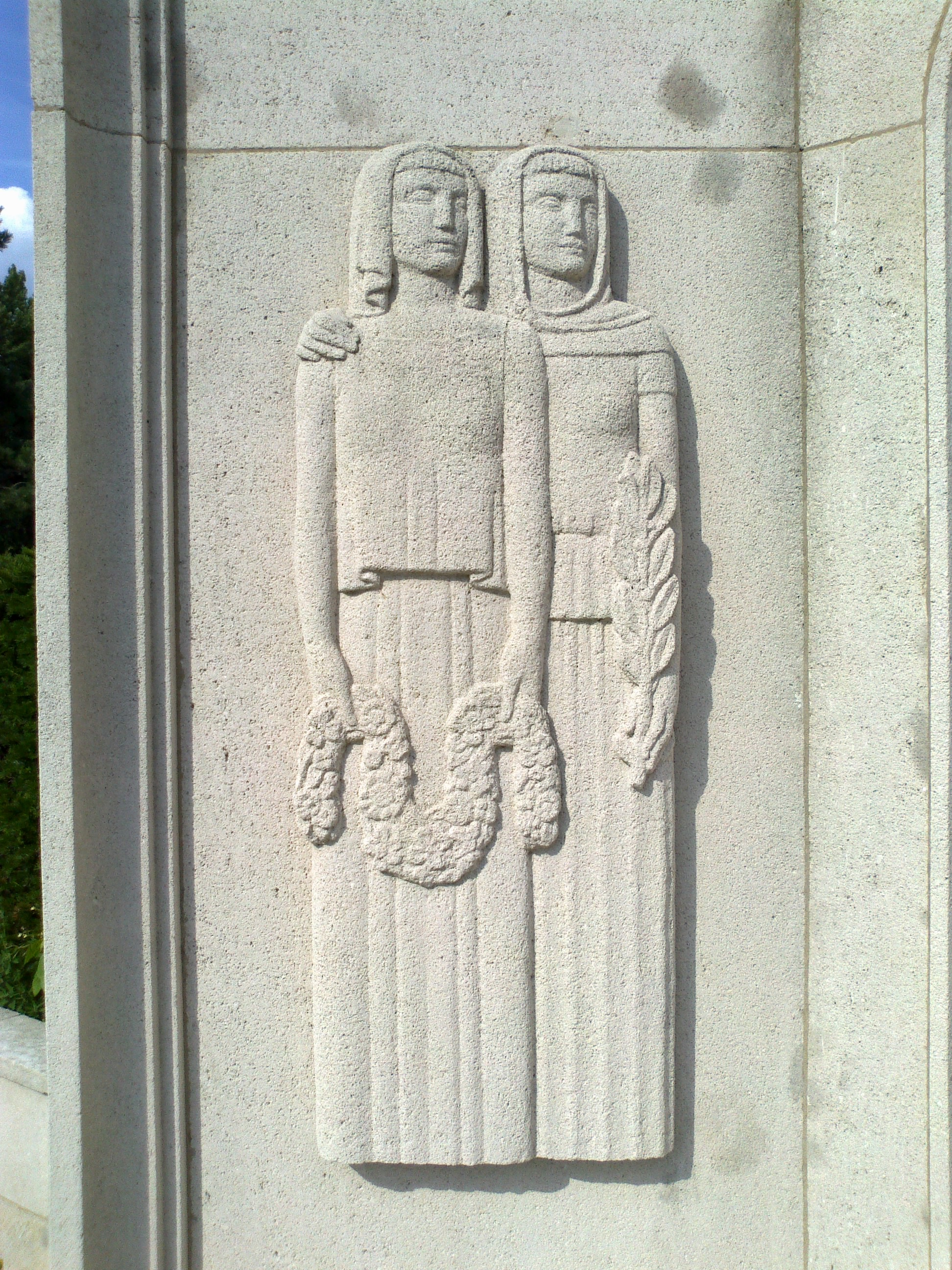
Twee vrouwen met een rouwkrans in de hand (detailopname van het monument)
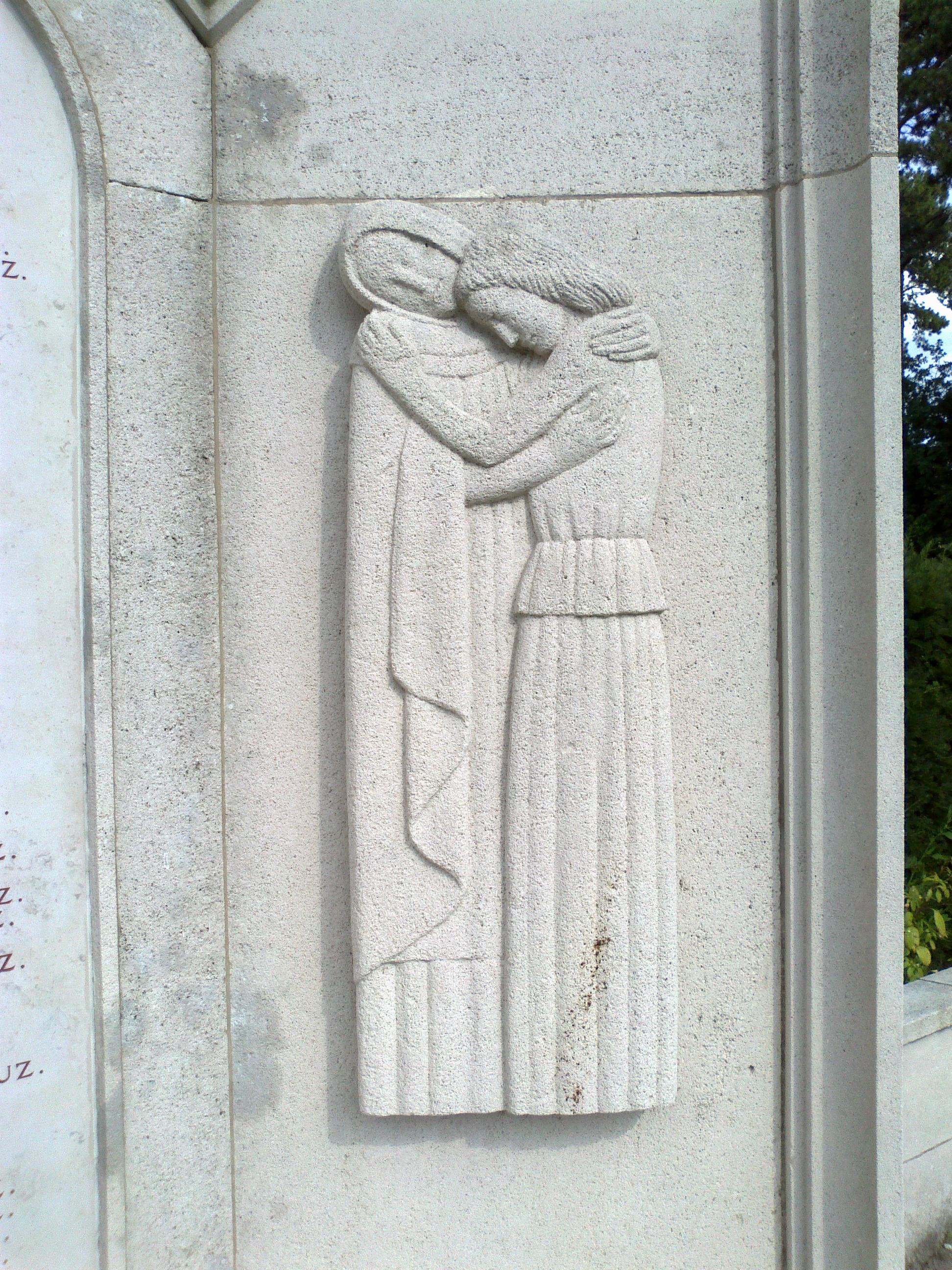
Twee huilende vrouwen zoeken steun bij elkaar (detailopname van het monument)
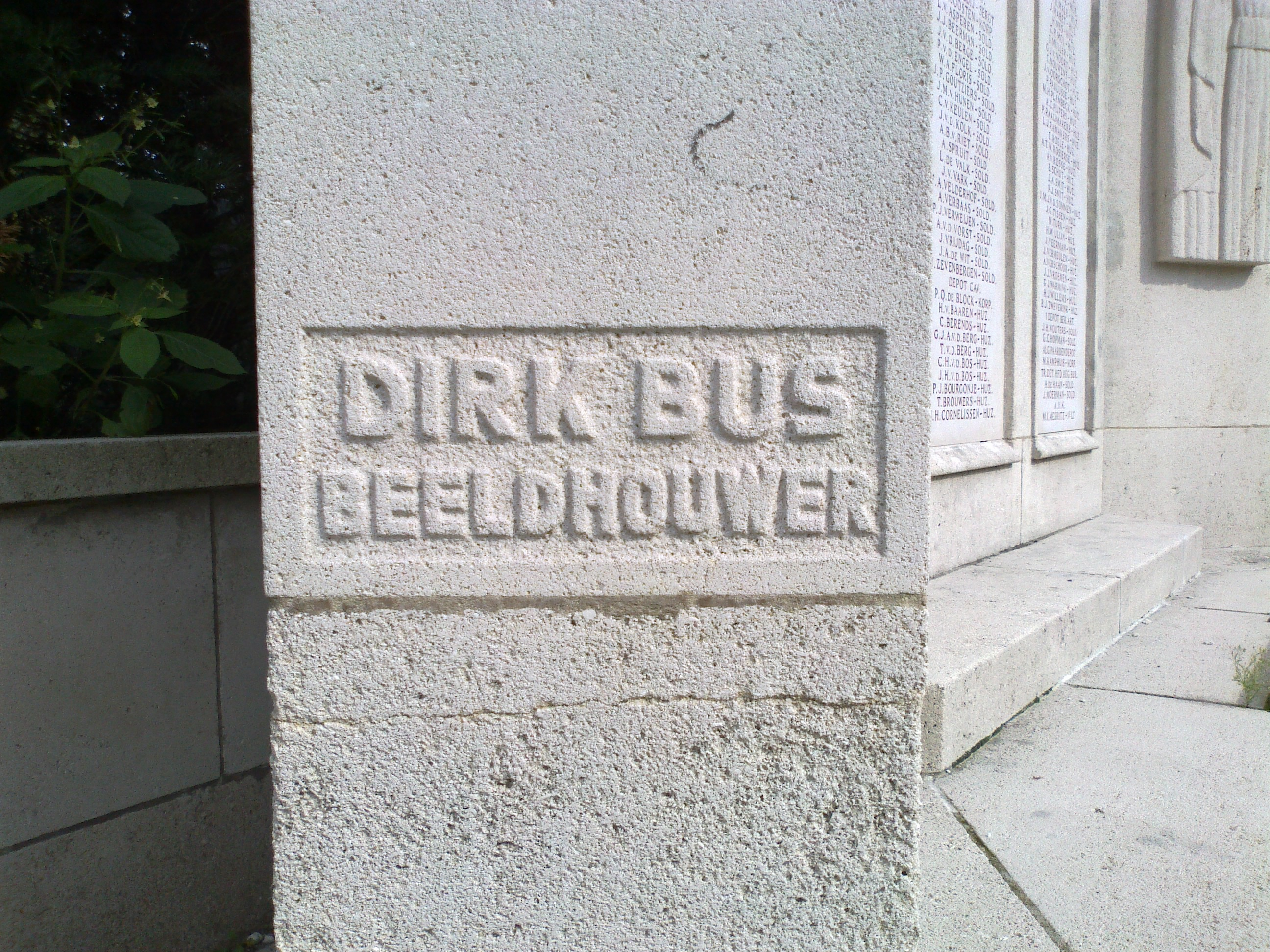
Signatuur van Dirk Bus (detailopname van het monument)